# Beckmanniinae
Beckmanniinae, podtribus iz porodice trava, dio nadpodtribusa Poodinae, potporodica Pooideae. Tipični rod je Beckmannia, koji je dao svoje ime podtribusu.
Na popisu cijelog podtribusa je 6 vrsta unutar 4 roda.

## Rodovi
1. Beckmannia Host (2 spp.)
2. Pholiurus Trin. (1 sp.)
3. Pseudophleum Dogan (2 spp.)
4. Rhizocephalus Boiss. (1 sp.)